# Caterham CT03
Der Caterham CT03 ist der vierte Formel-1-Rennwagen des Caterham F1 Teams (ehemals Lotus) und der zweite mit dem Chassisnamen Caterham. Das Fahrzeug wird in der Formel-1-Saison 2013 eingesetzt und wurde am 5. Februar 2013 auf dem Circuito de Jerez der Öffentlichkeit präsentiert.

## Technik und Entwicklung

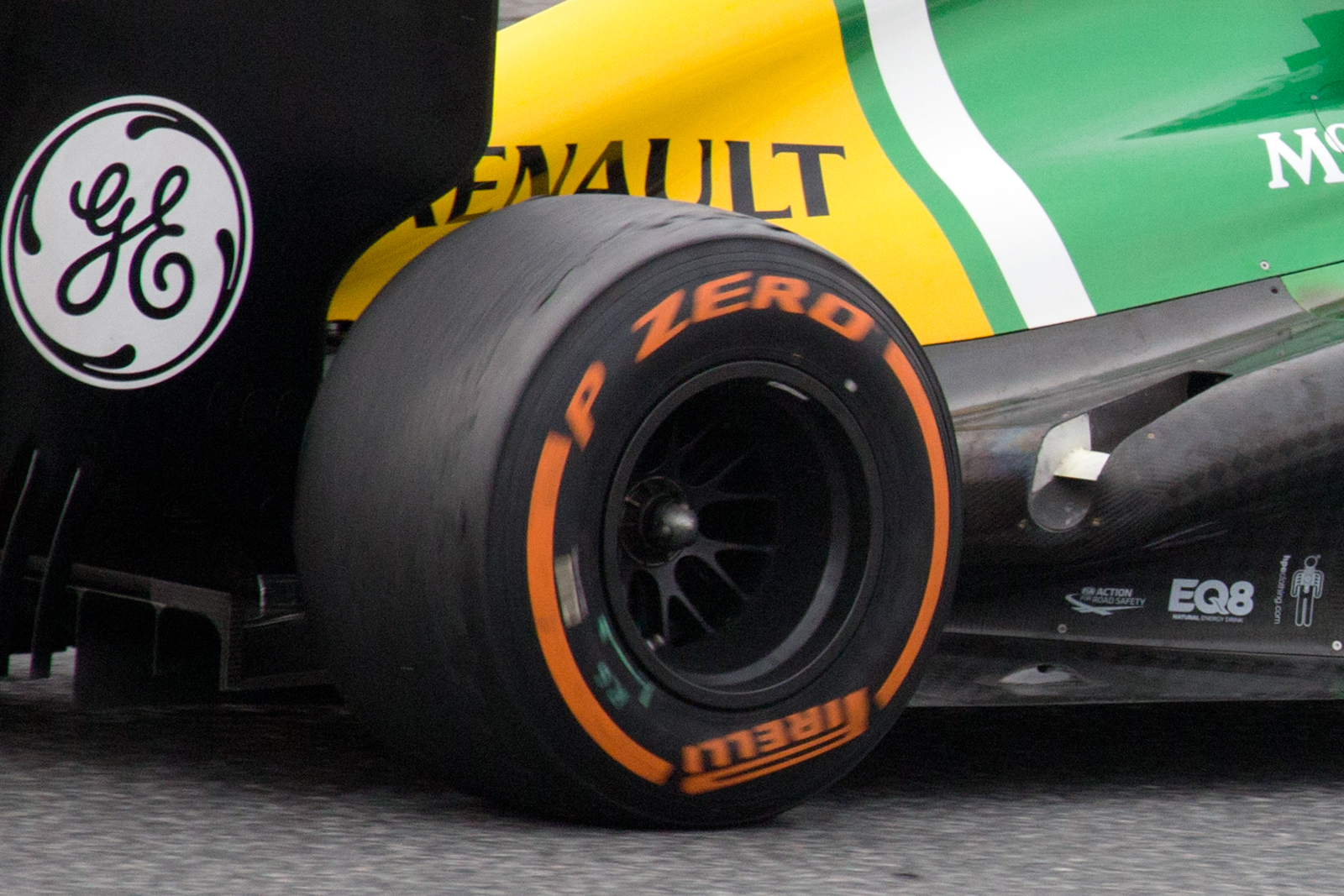
Auspuffkanal am Caterham CT03 bei den Testfahrten vor der Saison in Barcelona

Der CT03 ist der Nachfolger des CT01. Die Bezeichnung CT02 wurde dabei nicht übersprungen, sondern von einem Caterham-Straßensportwagen verwendet. Obwohl die FIA eine sogenannte Eitelkeitsblende erlaubt, setzt Caterham diese nicht ein. Dies verleiht dem Wagen weiterhin einen als unästhetisch angesehenen „Nasenhöcker“. Der CT03 wird von einem Renault-V8-Motor mit 2,4 Liter Hubraum angetrieben, der eine Leistung von rund 550 kW (≈750 PS) entwickelt. Das Getriebe und das KERS kommen von Red Bull Racing.
Wie alle Formel-1-Fahrzeuge der Saison 2013 ist der CT03 mit KERS und DRS ausgerüstet.
Der CT03 ist im Wesentlichen eine Weiterentwicklung des CT01, verfügt jedoch über einige größere Veränderungen. Die Seitenkästen wurden deutlich überarbeitet, um den Luftfluss am Heck zu verbessern. Außerdem wurden Diffusor, Motorabdeckung, Kühlluftauslässe, die Windabweiser vor den Seitenkästen und der Unterboden ebenfalls verändert.
Auch die Positionierung des Auspuffs wurde überarbeitet. Andere Teams sehen jedoch in der Luftführung der Auspuffgase zum Unterboden einen Verstoß gegen das technische Reglement der FIA, das die Nutzung von Abgasen zu aerodynamischen Zwecken untersagt.
Caterham reagierte auf die Vorwürfe, bereits bei den dritten Testfahrten vor der Saison auf dem Circuit de Catalunya war eine geänderte Luftführung des Auspuffs zu sehen, der horizontale Flap über dem Auspuffschacht war nicht mehr vorhanden.

## Lackierung und Sponsoring
Die Grundlackierung des CT03 ist grün, im Gegensatz zum Vorgängermodell wird ein deutlich hellerer Farbton verwendet. Der Front- und Heckflügel des Boliden sind schwarz gehalten. Zusätzlich gibt es gelbe Farbakzente. Sponsorenaufkleber kommen von Airbus, Air Asia, McGregor und Renault.

## Fahrer
Caterham tritt mit zwei neuen Fahrern zur Saison 2013 an. Der Franzose Charles Pic, der bereits eine ganze Saison für Marussia fuhr, wechselt in das Team. Der zweite Fahrer des CT03 ist der Formel-1-Neuzugang Giedo van der Garde, der zuvor in der GP2-Serie fuhr.

## Ergebnisse
| Fahrer               | Nr.                  | 1  | 2  | 3  | 4  | 5   | 6   | 7   | 8  | 9  | 10 | 11  | 12 | 13 | 14 | 15  | 16  | 17 | 18 | 19  | Punkte | Rang |
| -------------------- | -------------------- | -- | -- | -- | -- | --- | --- | --- | -- | -- | -- | --- | -- | -- | -- | --- | --- | -- | -- | --- | ------ | ---- |
| Formel-1-Saison 2013 | Formel-1-Saison 2013 |    |    |    |    |     |     |     |    |    |    |     |    |    |    |     |     |    |    |     | 0      | 11.  |
| C. Pic               | 20                   | 16 | 14 | 16 | 17 | 17  | DNF | 18  | 15 | 17 | 15 | DNF | 17 | 19 | 14 | 18  | DNF | 19 | 20 | DNF | 0      | 11.  |
| G. van der Garde     | 21                   | 18 | 15 | 18 | 21 | DNF | 15  | DNF | 18 | 18 | 14 | 16  | 18 | 16 | 15 | DNF | DNF | 18 | 19 | 18  | 0      | 11.  |

| Legende  | Legende            | Legende                                                          |
| Farbe    | Abkürzung          | Bedeutung                                                        |
| -------- | ------------------ | ---------------------------------------------------------------- |
| Gold     | –                  | Sieg                                                             |
| Silber   | –                  | 2. Platz                                                         |
| Bronze   | –                  | 3. Platz                                                         |
| Grün     | –                  | Platzierung in den Punkten                                       |
| Blau     | –                  | Klassifiziert außerhalb der Punkteränge                          |
| Violett  | DNF                | Rennen nicht beendet (did not finish)                            |
| Violett  | NC                 | nicht klassifiziert (not classified)                             |
| Rot      | DNQ                | nicht qualifiziert (did not qualify)                             |
| Rot      | DNPQ               | in Vorqualifikation gescheitert (did not pre-qualify)            |
| Schwarz  | DSQ                | disqualifiziert (disqualified)                                   |
| Weiß     | DNS                | nicht am Start (did not start)                                   |
| Weiß     | WD                 | zurückgezogen (withdrawn)                                        |
| Hellblau | PO                 | nur am Training teilgenommen (practiced only)                    |
| Hellblau | TD                 | Freitags-Testfahrer (test driver)                                |
| ohne     | DNP                | nicht am Training teilgenommen (did not practice)                |
| ohne     | INJ                | verletzt oder krank (injured)                                    |
| ohne     | EX                 | ausgeschlossen (excluded)                                        |
| ohne     | DNA                | nicht erschienen (did not arrive)                                |
| ohne     | C                  | Rennen abgesagt (cancelled)                                      |
| ohne     | keine WM-Teilnahme |                                                                  |
| sonstige | P/fett             | Pole-Position                                                    |
| sonstige | 1/2/3/4/5/6/7/8    | Punktplatzierung im Sprint-/Qualifikationsrennen                 |
| sonstige | SR/kursiv          | Schnellste Rennrunde                                             |
| sonstige | *                  | nicht im Ziel, aufgrund der zurückgelegten Distanz aber gewertet |
| sonstige | ()                 | Streichresultate                                                 |
| sonstige | unterstrichen      | Führender in der Gesamtwertung                                   |